# Juego de las Estrellas de la Liga Nacional de Básquet

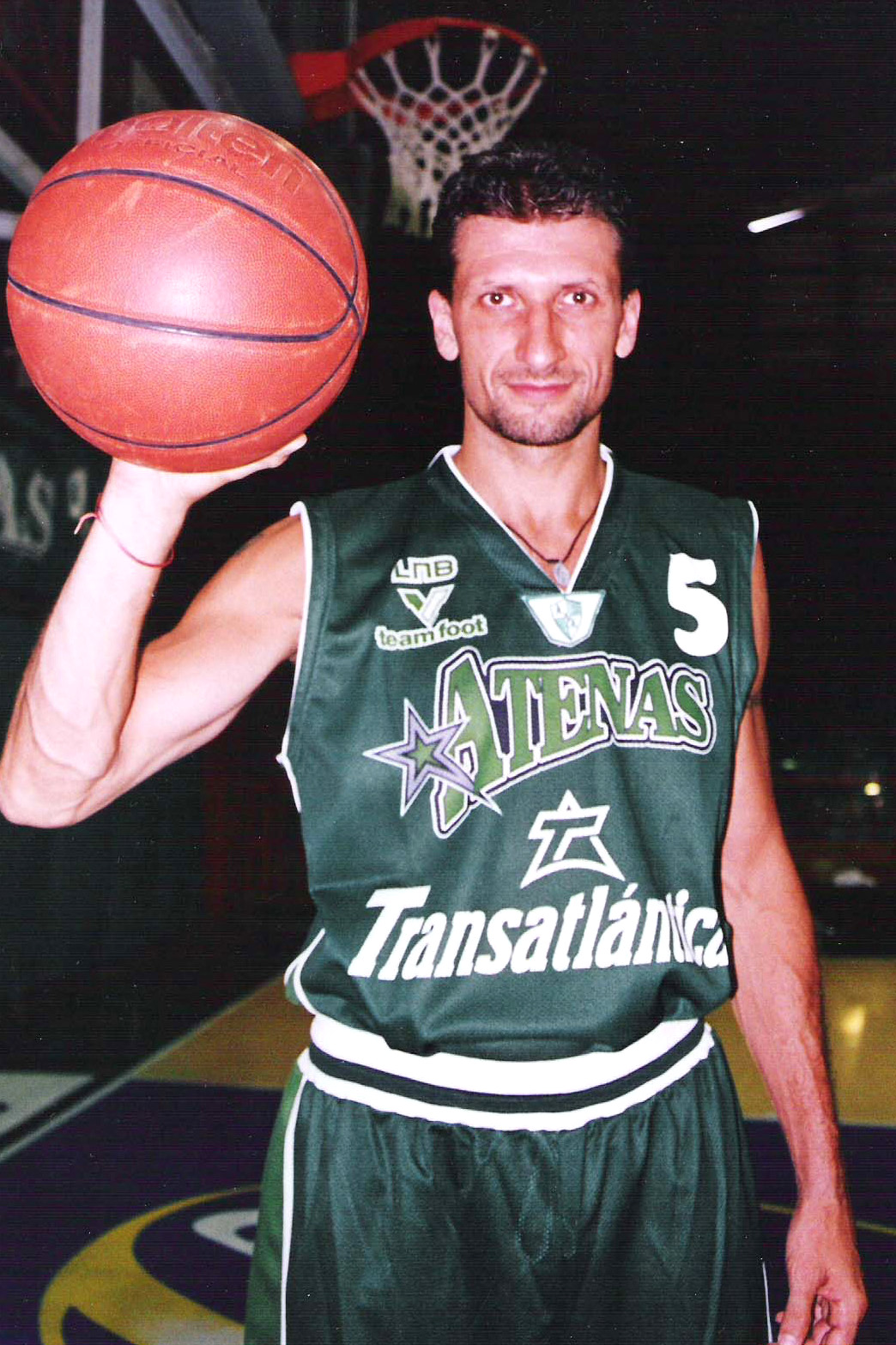
Héctor Campana, el jugador con más títulos de MVP en la historia del certamen (7).

El Juego de las Estrellas de la LNB es un partido de carácter amistoso que se celebra todos los años a mitad de temporada de la Liga Nacional de Básquet, la máxima división de baloncesto de Argentina. Reúne a partir de una votación abierta vía web a los jugadores que la gente seleccione. También se llevan a cabo carreras de habilidades y concurso de volcadas y triples, generalmente disputados en dos días. El evento se desarrolla desde 1988, edición que se disputó en el Superdomo de Mar del Plata.

## Historia
El 30 de enero de  1988 se disputa por primera vez el Juego de las Estrellas, un evento único en el deporte argentino. Fue en un Superdomo marplatense colmado por 3.120 espectadores. En ese partido el equipo azul se impuso 112 a 92 sobre el equipo blanco y Luis Villar fue consagrado como jugador más valioso. Esta primera edición también contó con el Torneo de volcadas y el Torneo de triples.
Un año más tarde, el evento se trasladó a Córdoba, y al siguiente a Buenos Aires. El partido fue disputado en seis estadios distintos en sus primeras seis ediciones, cada vez ganando más público.
En 1992 comienza una nueva etapa en el partido; ahora, los combinados serían integrados por jugadores de las zonas Norte y Sur de la LNB; etapa que duró nueve encuentros y marcó una abrumadora ventaja para el norte, con siete triunfos.
La sexta edición fue la primera en disputarse en dos días.

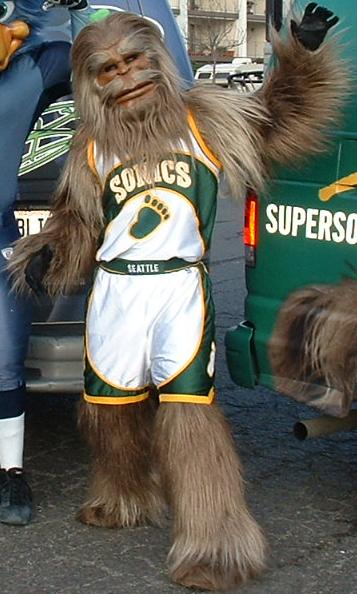
Squatch mascota invitada en el 2000

En 1994 no se disputó el evento y al año siguiente, el mismo retornaría, esta vez para que, en el Estadio Ruca Che, de Neuquén, y ante 3.600 espectadores, el sur ganase por primera vez. Además, esta marco el comienzo de las invitaciones de las mascotas de la NBA al encuentro, con The Gorilla de Phoenix Suns.
La décima edición fue la primera de cuatro auspiciadas por la empresa norteamericana Nike; este evento además contó con un encuentro entre un combinado Sub-22 y los Extranjeros de la liga, un comienzo para lo que a futuro se daría, el partido Nacionales-Extranjeros.
El decimocuarto juego tuvo un formato distinto, aquella vez se disputó un cuadrangular entre dos combinados de la LNB y dos del TNA; además, se disputó al aire libre, en una estructura montada especialmente para la ocasión en Villa Carlos Paz. Ante 9.000 personas, el equipo Bordeaux, con jugadores del al LNB, venció al Azul, conformado por los del TNA.
Para el decimoquinto juego, en 2003 se dejó de invitar mascotas, la única que perduró fue Rosco mascota de la Asociación de Jugadores. Sin embargo el espectáculo pasó por otro lado, en esta edición hubo dos encuentros, uno entre jugadores de la LNB y del TNA y el comienzo del juego entre Nacionales y Extranjeros como plato fuerte.
La edición del 2004 marcó el comienzo de seis años consecutivos en los cuales el juego se jugó en Mar del Plata, más precisamente en el Polideportivo Islas Malvinas.
En 2009 se disputó por primera vez el Juego de las Leyendas, un partido donde los combinados estaban armados por jugadores ya retirados de la actividad. Todo esto influyo a que esta fuese la edición más concurrida, con 14.200 espectadores.
En el vigésimo segundo juego se implementan dos modalidades nuevas para el espectáculo, la Carrera de habilidades y el Tiro de las estrellas. El primero, un evento contrarreloj que incluye obstáculos para medir a los participantes ante esos, el segundo, un evento inclusivo, donde participan un jugador retirado y una jugadora de la selección femenina nacional, además de un jugador en actividad.
Para 2011 el evento se traslada al Orfeo Superdomo de Córdoba y en 2014 el encuentro vuelve, tras catorce años a la Capital Federal, esta vez, en el Estadio Héctor Etchart de Ferro.

## Procesos de selección
En el pasado, los jugadores que integraban los equipos eran elegidos por entrenadores, jugadores, directivos y periodistas que seguían a la liga frecuentemente.
Actualmente los participantes son elegidos a partir de la votación de fanes vía Internet, y eligen tanto a los jugadores como a los entrenadores. Consisten de dos equipos, uno de jugadores nacionales y otro de extranjeros.

## Resumen y estadísticas

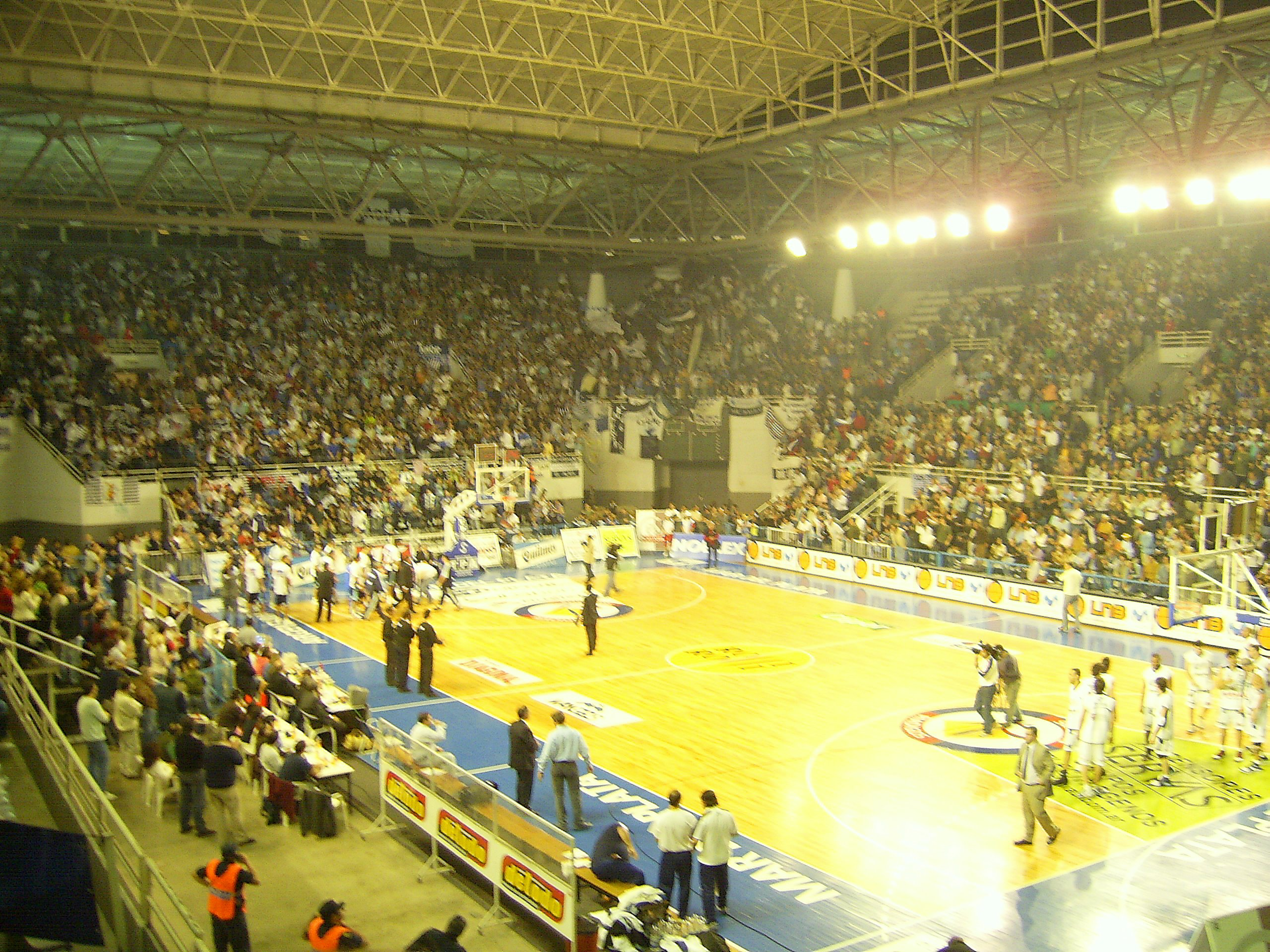
El Polideportivo Islas Malvinas, sede de 12 de las 25 ediciones del Juego de las Estrellas.

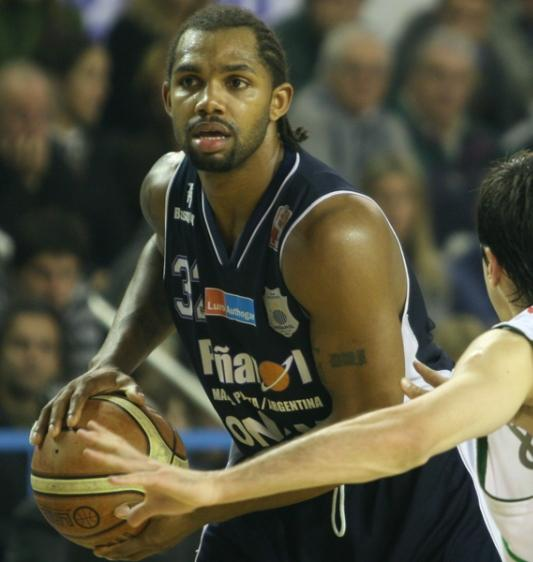
David Jackson, MVP de la edición 2013.

| Año         | Resultado                         | Ciudad y pabellón                             | MVP                                      |
| ----------- | --------------------------------- | --------------------------------------------- | ---------------------------------------- |
| I 1988      | Azul 112 Blanco 92                | Superdomo (Mar del Plata)                     | Luis Villar (River Plate)                |
| II 1989     | Azul 113 Blanco 100               | Polideportivo Carlos Cerutti (Córdoba)        | Luis Villar (River Plate)                |
| III 1990    | Blanco 104 Rojo 88                | Luna Park (Capital Federal)                   | Julio Rodríguez (Gimnasia (Pergamino))   |
| IV 1991     | Azul 102 Rojo 99                  | Estadio Osvaldo Casanova (Bahía Blanca)       | Esteban De la Fuente (Independiente (N)) |
| V 1992      | Norte 121 Sur 110                 | Club Juventud (Santiago del Estero)           | Héctor Campana (Atenas)                  |
| VI 1993     | Norte 123 Sur 106                 | Microestadio Antonio Rotili (Lanús)           | Héctor Campana (Olimpia (VT))            |
| 1994        | No se disputó.                    | No se disputó.                                | No se disputó.                           |
| VII 1995    | Sur 100 Norte 96                  | Estadio Ruca Che (Neuquén)                    | Hernán Montenegro (Agente libre)         |
| VIII 1996   | Norte 112 Sur 108                 | Polideportivo Islas Malvinas (Mar del Plata)  | Rubén Wolkowyski (Quilmes)               |
| IX 1997     | Norte 98 Sur 96                   | Polideportivo Islas Malvinas (Mar del Plata)  | Héctor Campana (Atenas)                  |
| X 1998      | Norte 121 Sur 117                 | Polideportivo Islas Malvinas (Mar del Plata)  | Héctor Campana (Atenas)                  |
| XI 1999     | Sur 92 Norte 80                   | Estadio Municipal (Mar del Plata)             | Raúl Merlo (Gimnasia (CR))               |
| XII 2000    | Norte 72 Sur 68                   | Estadio Municipal (Mar del Plata)             | Héctor Campana (Atenas)                  |
| XIII 2001   | Norte 101 Sur 90                  | Polideportivo Ave Fénix (San Luis)            | Héctor Campana (Boca Juniors)            |
| XIV 2002    | Bordeaux 54 Azul 40               | Villa Carlos Paz                              | Marcelo Milanesio (Atenas)               |
| XV 2003     | Rojo 51 Negro 38                  | Polideportivo Islas Malvinas (Mar del Plata)  | Héctor Campana (Atenas)                  |
| XVI 2004    | Extranjeros 104 Nacionales 97     | Estadio Luis Butta (Paraná)                   | Joshua Pittman (Atenas)                  |
| XVII 2005   | Nacionales 111 Extranjeros 104    | Polideportivo Islas Malvinas (Mar del Plata)  | Paolo Quinteros (Boca Juniors)           |
| XVIII 2006  | Nacionales 92 Extranjeros 89      | Polideportivo Islas Malvinas (Mar del Plata)  | Leonardo Gutiérrez (Ben Hur)             |
| XIX 2007    | Extranjeros 76 Nacionales 74      | Polideportivo Islas Malvinas (Mar del Plata)  | Robert Brown (Quimsa)                    |
| XX 2008     | Nacionales 72 Extranjeros 65      | Polideportivo Islas Malvinas (Mar del Plata)  | Andrés Pelussi (Libertad (S))            |
| XXI 2009    | Blanco 97 Azul 92                 | Polideportivo Islas Malvinas (Mar del Plata)  | Román González (Peñarol)                 |
| XXII 2010   | Nacionales 84 Extranjeros 81      | Polideportivo Islas Malvinas (Mar del Plata)  | Juan Manuel Locatelli (Atenas)           |
| XXIII 2011  | Extranjeros 68 Nacionales 51      | Orfeo Superdomo (Córdoba)                     | Kyle Lamonte (Peñarol)                   |
| XXIV 2012   | Nacionales 87 Extranjeros 78      | Polideportivo Islas Malvinas (Mar del Plata)  | Paolo Quinteros (Regatas (C))            |
| XXV 2013    | Extranjeros 113, Nacionales 99    | Polideportivo Islas Malvinas (Mar del Plata)  | David Jackson (Gimnasia Indalo)          |
| XXVI 2014   | Extranjeros 126 Nacionales 102    | Estadio Héctor Etchart (Capital Federal)      | Walter Baxley (Quilmes)                  |
| XXVII 2015  | Extranjeros 90 Nacionales 76      | Luna Park (Capital Federal)                   | Lee Roberts (Ciclista Olímpico)          |
| XXVIII 2016 | Extranjeros 110 Nacionales 107    | Polideportivo Víctor Nethol (La Plata)        | Robert Battle (Quimsa)                   |
| XXIX 2017   | Equipo Blanco 92 Equipo Azul 83   | Polideportivo Roberto Pando (Capital Federal) | Facundo Campazzo (Real Madrid)           |
| XXX 2018    | Equipo Blanco 110 Equipo Negro 98 | Polideportivo Roberto Pando (Capital Federal) | Facundo Campazzo (Real Madrid)           |
| XXXI 2019   | Equipo Blanco 60 Equipo Azul 58   | Microestadio Antonio Rotili (Lanús)           | Mariano Fierro (Ferro)                   |
| 2020        | No se disputó.                    | No se disputó.                                | No se disputó.                           |
| XXXII 2021  | Equipo Blanco 84 Equipo Negro 66  | Polideportivo Roberto Pando (Capital Federal) | Florencia Chagas (Empoli Ladies)         |
| XXXIII 2022 | Equipo Blanco 70 Equipo Negro 60  | Estadio La Pedrera (Villa Mercedes)           | Héctor Campana (Retirado)                |
| XXXIV 2023  | Equipo Rojo 63 Equipo Blanco 54   | Estadio Héctor Etchart (Capital Federal)      | Selem Safar (Centauros de Portuguesa)    |
| XXXIV 2024  | Equipo Blanco 58 Equipo Azul 57   | Espacio DAM (Zárate)                          | Rubén Magnano (Entrenador)               |

### Jugadores con más títulos de MVP
| Jugador          | Títulos | Años                                            |
| ---------------- | ------- | ----------------------------------------------- |
| Héctor Campana   | 8       | 1992, 1993, 1997, 1998, 2000, 2001, 2003, 2022. |
| Luis Villar      | 2       | 1988, 1989.                                     |
| Paolo Quinteros  | 2       | 2005, 2012.                                     |
| Facundo Campazzo | 2       | 2017, 2018.                                     |